# Canaan (Maine)
Palmyra è un comune degli Stati Uniti d'America, situato nello Stato del Maine, nella contea di Somerset.